# Miraitowa und Someity
Miraitowa (japanisch ミライトワ) und Someity (japanisch ソメイティ) sind die offiziellen Olympischen Maskottchen der Sommerspiele und der Paralympischen Spiele 2021 in Tokio.

## Entstehung
Für das Design der Maskottchen wurde 2017 in Japan ein Wettbewerb ausgeschrieben. Beteiligen konnten sich alle, die über 18 Jahre alt waren und in Japan lebten. Insgesamt wurden 2042 Vorschläge eingereicht. Nach mehreren Auswahlphasen entschied sich das Organisationskomitee der Olympischen Spiele von Tokio für drei Entwürfe. Diese wurden ungefähr 200.000 Grundschulklassen in Japan zur Wahl gestellt. Jede Klasse hatte eine Stimme. Miraitowa und Someity von Ryo Taniguchi erzielten mit 109.041 Stimmen im Februar 2018 den ersten Platz; allerdings waren sie zu dem Zeitpunkt noch ohne Namen. Erst im Juli 2018 wurden auch die Namen veröffentlicht. Nachdem verschiedene Möglichkeiten eine Trademark-Überprüfung durchlaufen hatten, standen die Namen Miraitowa und Someity fest.

## Name und Beschreibung

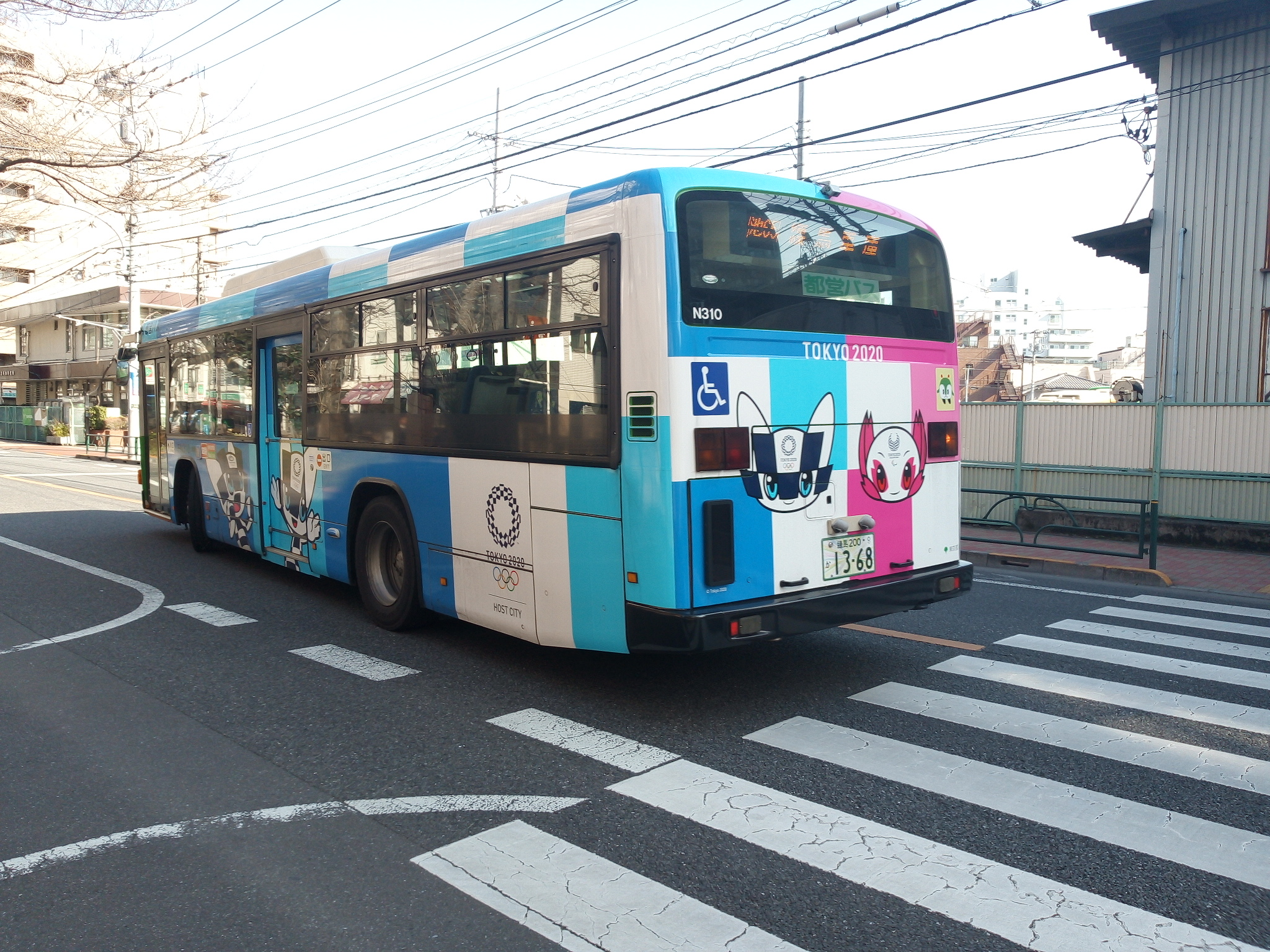
Miraitowa und Someity auf einem Bus in Japan

### Miraitowa
Der Name Miraitowa setzt sich aus dem japanischen Wort Mirai (未来) Zukunft und Towa (永久) Ewigkeit zusammen. Der Gedanke, der hinter dieser Namensgebung steht, war ein Wunsch.
„This name was chosen for the Olympic mascot to promote a future full of hope forever, in the hearts of all the people in the world.“
Dieser Name wurde für das Olympische Maskottchen gewählt, um eine Zukunft, die für immer voller Hoffnung ist, in den Herzen aller Menschen auf der Welt entstehen zu lassen.
Das Maskottchen wurde, so die offizielle Webseite der Veranstalter, von einem japanischen Sprichwort inspiriert: „Lerne aus der Vergangenheit und entwickle neue Ideen.“ Miraitowa sei fröhlich und sehr sportlich, dabei verfüge das Maskottchen auch über einen starken Sinn für Rechtschaffenheit und könne sich mit seiner speziellen Kraft überallhin teleportieren. Miraitowas blau-weiß-karierte Kleidung ähnelt dem traditionellen japanischen ichimatsu-moyo-Muster (市松模様), das auch im offiziellen Olympischen Logo der Spiele in Form eines Kreises benutzt wurde und auf Miraitowas Stirn abgebildet ist.

### Someity
Der Name Someity entstand einerseits aus dem Englischen „so mighty“ (so stark), andererseits soll der Name auch an eine japanische Kirschblütenart Somei-Yoshino (Prunus × yedoensis) erinnern, die auch Tokio-Kirsche genannt wird und als charakteristische Pflanze der Stadt Tokio gilt. Someity werden große Kräfte zugesprochen.
“Someity can show enormous mental and physical strength, representing Paralympic athletes who overcome obstacles and redefine the boundaries of possibility.”
Someity kann enorme geistige und körperliche Kraft zeigen und repräsentiert damit die Paralympischen Athleten, die große Hindernisse überwinden und die Grenzen des Möglichen neu definieren.
Someity habe durch die Sensoren am Kopf telepathische Kräfte und könne mit seinem rosa-weißen Cape fliegen und sogar Dinge durch Willenskraft bewegen. Das Maskottchen verkörpere somit Tugenden der Paralympischen Athleten: Zielstrebigkeit und Zähigkeit. Someitys Kleidung ist weiß-rosa kariert; wieder wird das japanische ichimatsu-moyo-Muster (市松模様) aufgegriffen, das auch im Logo der Paralympischen Spiele enthalten und auf Someitys Stirn zu sehen ist. Die Farben Weiß und Rosa erinnern genau wie der Name an die japanische Kirschblüte.

### Manga
Beide Maskottchen sollen sowohl futuristische Superhelden sein als auch das traditionelle Japan vertreten. Sie erinnern mit ihren großen, runden Augen und im Vergleich zum Körper überdimensionalen Köpfen an Figuren aus einem japanischen Manga. Auch die ihnen zugeschriebenen Eigenschaften erinnern an Comic-Helden.

## Künstler
Ryo Taniguchi (japanisch 谷口 亮, Taniguchi Ryo) gewann 2018 den Design-Wettbewerb für die Olympischen Maskottchen. Er wurde 1974 in Fukuoka (auf der Insel Kyushu) geboren und studierte in den USA am Cambrillo College in Kalifornien Kunst. Seine Karriere begann mit einer kleinen Postkartenausstellung in einer Einkaufsstraße von Fukuoka. Dort verkaufte er Karten mit seinen selbst entworfenen Motiven. Von dem Design-Wettbewerb für die Maskottchen erfuhr Taniguchi über Facebook. Von Anfang an hatte er vor, etwas typisch Japanisches zu kreieren und das ichimatsu-moyo-Motiv, das in der Edo-Zeit (1603–1878) beliebt wurde, einzubauen. Die Kopfform von Miraitowa und Someity sollten Samurai-Helmen gleichen, denn Taniguchi meinte „I integrate Japanese nature, tradition and the country’s future.“ (Ich kombiniere japanische Natur und Tradition mit der Zukunft des Landes).